# Призыв студентов в Вооружённые Силы СССР (1980-е годы)
Призы́в студе́нтов в Вооружённые Си́лы СССР (1980-е го́ды) — непредоставление значительной части студентов дневных отделений вузов Союза ССР традиционно полагавшейся им отсрочки от призыва в Вооружённые силы Союза до завершения обучения и направление данной категории граждан на военную службу на общих основаниях рядовыми в Советскую армию (СА), пограничные (ПВ), внутренние (ВВ) войска или матросами в Военно-морской флот (ВМФ).

Кадр с заголовком фильма о призыве студентов (ТО «Экран», 1987, автор: В. Грудский); внизу добавлена надпись

Правовой базой мероприятий стали принятые в конце 1980 года изменения Закона о всеобщей воинской обязанности, вступавшие в силу с января 1982 года и действовавшие по 1989 год. Они предусматривали сохранение отсрочки только в вузах из «перечня, утверждаемого Советом Министров СССР по представлению Госплана СССР и Министерства обороны СССР», что хаотизировало ситуацию, переведя важнейший вопрос о призывниках-студентах из нормы закона в плоскость согласования министерств.
На практике, до осени 1982 года студенты не призывались; далее, по 1984 год, отсрочки постепенно отменялись во всё большей части вузов, в том числе даже в имевших военные кафедры, а затем, по весну 1988 года, последовали массовые призывы студентов-мужчин почти изо всех высших учебных заведений СССР. Масштаб охвата изменялся от отдельных случаев в 1982 и 1989 гг. до 80—85 % (а если исключить имевших отсрочку по не связанным со статусом студента причинам, то почти 100 %) в максимуме призыва (1987 год). С 1985 года освобождёнными от призыва оставались единичные вузы и факультеты, список которых варьировался и не публиковался. Чаще всего учащиеся отправлялись служить после первого или второго курса. Срок составлял 2 года в сухопутных войсках или 3 года на флоте, но к началу осени 1989 г. всех студентов уволили в запас.
Мероприятия позволили решить проблему комплектования Вооружённых Сил в условиях демографической ямы призывного контингента, а также продолжавшейся войны в Афганистане. При этом они серьёзно подорвали кадровый потенциал страны (снизилась квалификация выпускников, в институты вообще не вернулись 15—20 % призванных), а для многих солдат-студентов обернулись трудновосполнимыми профессиональными и личными потерями. Всего отслужили ~ 0,8 млн учащихся, которым при прежних правилах давалась бы отсрочка.
| годы обширного призыва студентов: 1983—1988 (массово: 1985—1988) годы рождения призванных лиц: 1964 — июнь 1970 (в основном 1966—1969) |

Ретроспективные оценки призывной политики 1980-х годов различны, вне среды кадровых военных, в основном, негативны, вплоть до интерпретации событий того времени как результата «преступного сговора» Минобороны с профильным образовательным министерством, приведшего к гуманитарной катастрофе для вузов СССР.
Уточнение. В статье под «студентом» понимается «не служивший до поступления успевающий студент вуза, обучавшийся по дневной форме». К вечерникам, заочникам, а также к учившимся в техникумах, ПТУ, на курсах лицам (иногда называемых студентами) информация не относится.

## Студенты и армия в СССР: послевоенные традиции
Единственным до 1980-х гг. прецедентом массового направления советских студентов в армию (РККА) явились действовавшие несколько лет решения 1939 года. Они были связаны с началом Второй мировой войны (см. Польская кампания вермахта (1939), Польский поход Красной армии (1939)) и с ожидаемым нападением нацистской Германии на СССР, состоявшимся 22 июня 1941 года. Уже в 1942—1943 гг., несмотря на тяжёлую военную обстановку, руководство государства стало постепенно возвращать «бронь» институтам. Самый последний призыв во время Великой Отечественной войны прошёл в 1944 году. Все студенты советских вузов от него освобождались; тогда же многих студентов отозвали с фронтов для продолжения обучения.
После Победы (1945) закон 1939 г. о воинской обязанности, допускавший рекрутирование студентов, сохранял силу, однако в условиях сокращения армии при демобилизации (конец 1940-х) и при реформах Н. С. Хрущёва (1950-е) молодёжь от учёбы не отрывали и даже из рабочих призывали не всех. Необходимее было обеспечить экономику квалифицированными кадрами. Но в начале 1960-х некоторые учащиеся вузов без военных кафедр попали на службу и возникли идеи расширить набор из институтов — это сразу пресёк Хрущёв, назвав вредительством. Против «отдачи студентов в солдаты» выступал в своё время и В. И. Ленин, авторитет которого в СССР был непререкаем. Данная устоявшаяся общественная традиция — восприятие высшего образования как большей, по сравнению с воинским долгом, ценности — была юридически закреплена в ст. 2 Указа ПВС (1965 г.), а затем в ст. 35 нового (1967 года) Закона о всеобщей воинской обязанности.

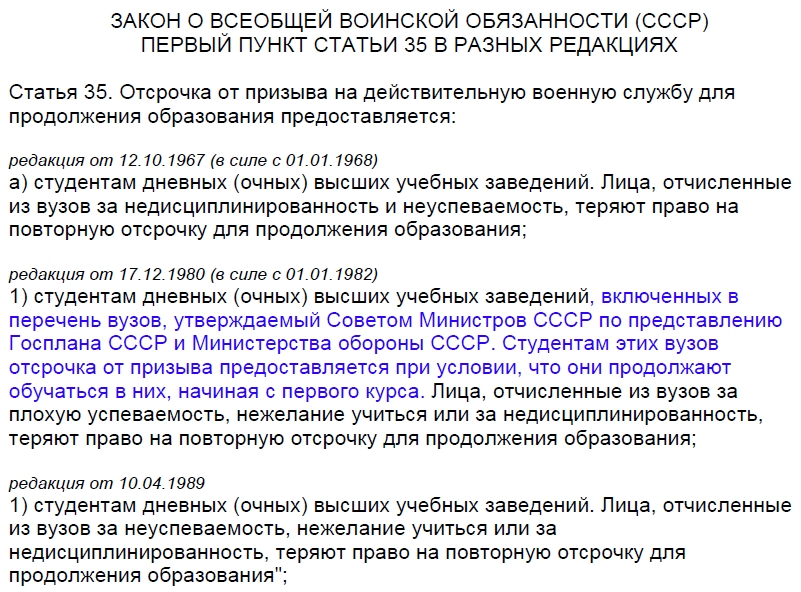
Изменения закона о воинской обязанности, важные для студентов.

То есть, начиная с последних военных лет и до распада Союза (1991 г.), равно как и в постсоветской России учащиеся дневных отделений вузов практически гарантированно получали отсрочку от призыва в Вооружённые Силы (ВС) до окончания обучения. Исключением стали только 1980-е годы.
По мере отдаления от Второй мировой войны, всё большее число мужчин стало стремиться легальным путём избежать срочной службы или хотя бы отложить её. Это не было проявлением трусости и не означало утраты чувства патриотизма или уважения к армии, но призыв на солдатскую службу в мирное время, вырывающий на несколько лет из естественного развития, нередко виделся как персональное социальное поражение.
В 1960-х — 1980-х годах большинство желавших иметь ВО молодых людей в СССР становились студентами в возрасте семнадцати лет, в сентябре того же года, в котором оканчивали среднюю школу. Разрешалось подать документы только в один институт; из-за отсутствия подстраховки даже отлично подготовленные абитуриенты испытывали нервозность. Некоторые родители приводили сыновей в первый класс не в 7, а в 6 лет, чтобы, если те потом не поступят в вуз сразу после школы, можно было сделать ещё одну попытку на следующий год. Призыву подлежали восемнадцатилетние граждане мужского пола, но для учащихся вузов начало службы отодвигалось примерно до 22 лет.
Отсрочка нередко превращалась в полное или частичное освобождение от несения службы. В вузах с военной кафедрой студенты проходили летние сборы после 4-го или 5-го курса, а при выпуске становились лейтенантами запаса (выборочно их призывали офицерами на два года, с соответствующим довольствием). Выпускники вузов без военной кафедры служили один год рядовыми или сержантами, вместо двух (в ВМФ трёх) лет стандартной срочной службы по закону 1967 года, что было серьёзной привилегией. Способные школьники, кроме нацеленных на военную карьеру, часто рассматривали призыв как угрозу и стремились его избежать, для чего выбирали институты с военной кафедрой. С 1960-х годов военные кафедры имелись в 497 из примерно 890 функционировавших в послевоенном СССР институтов (в самом конце 1980-х число кафедр сократилось до 441). В вузах без военных кафедр ближе к выпуску студенты искали возможность получить отсрочку по здоровью или по семейному положению (многие студенты, особенно в провинциальных вузах, к концу обучения имели семьи и заводили детей).
Вариант «сперва армия, потом институт» не снискал популярности, несмотря на льготы поступавшим после ВС. Эксперимент 1958—1963 гг., когда вузы выделяли свыше половины мест лицам с трудовым стажем или опытом военной службы, провалился (мало кто из таких лиц смог заниматься на должном уровне).
По сути, в стране неявно оформилась и поныне существует альтернатива: «хорошая учёба в школе и затем вуз» — или «армия» как удел неудачников и своего рода наказание за недостаточное прилежание в школе, не позволившее поступить. Создан искусственный, не связанный с интересом к тому или иному предмету, стимул для успешной учёбы и получения высшего образования, что в итоге влияет на рынок труда. Укреплению лозунга «учись, иначе попадёшь в армию» способствовало ухудшение обстановки с дисциплиной в ВС. Систему АГС, существовавшую в ранние годы СССР, упразднили ещё в конце 1930-х, а платных вузов (куда в постсоветское время стали ради отсрочки поступать слабые абитуриенты) не было.

## Причины изменения призывной политики

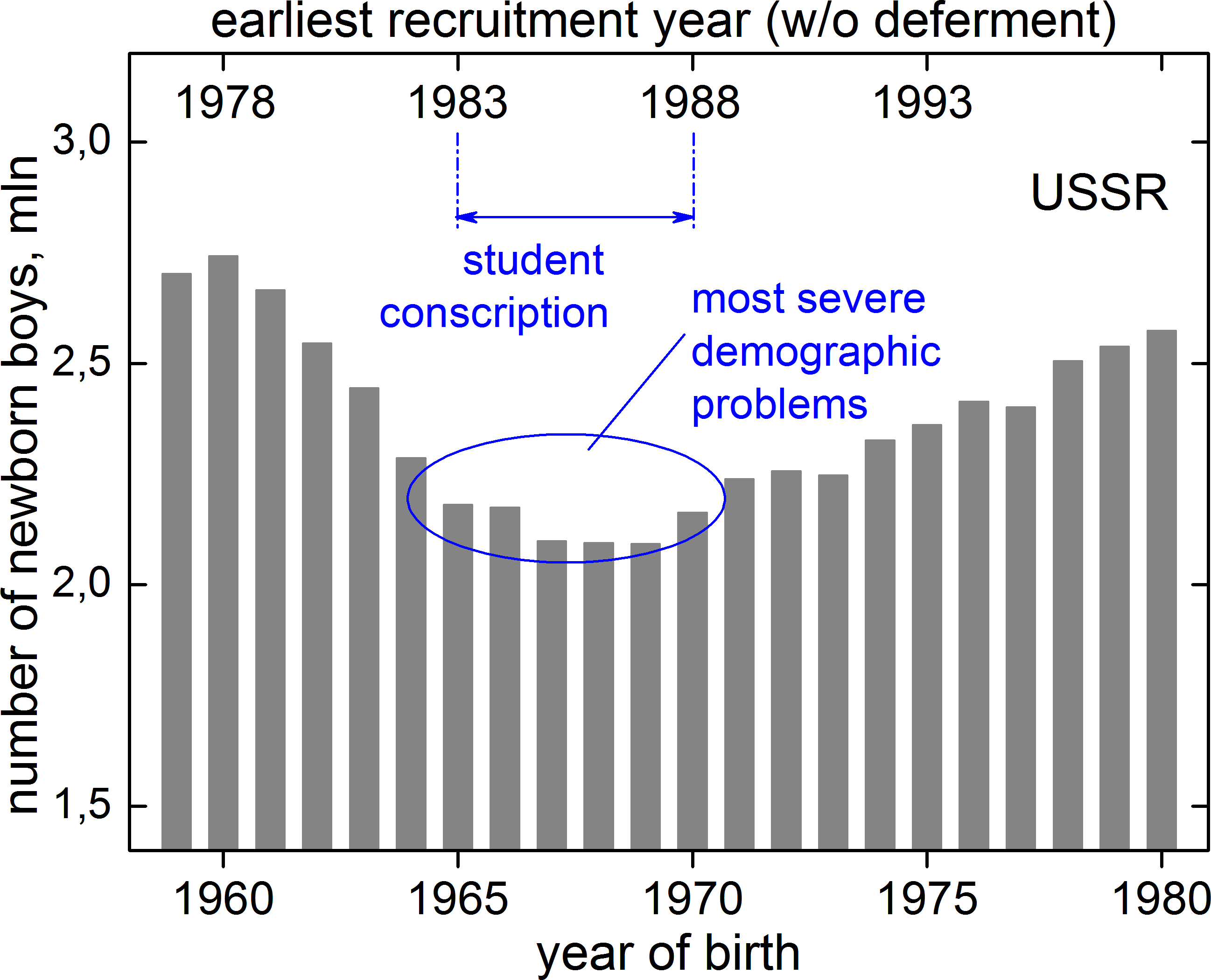
Число рождённых мальчиков по годам и (вверху) годы их призыва в ВС без отсрочки.

В 1980-е годы (особенно в их второй половине) СССР столкнулся с нехваткой призывников из-за сравнительной малочисленности поколений, рождённых в середине-конце 1960-х. Если на рубеже 1960-х годов и с середины 1970-х появлялись 2,4—2,6 млн мальчиков в год, то в 1964 году — 2,29 млн, в 1965 и 1966 годах — по 2,18 млн, в 1967, 1968, 1969 годах — примерно по 2,09 млн, в 1970-м — 2,16 млн, 1971-м — 2,24 млн, и далее с тенденцией к росту. Указанная динамика стала отражением неуклонного снижения суммарного показателя фертильности с середины 1950-х вплоть до 1970-х при урбанизации (см., например, данные по РСФСР), на которое наложилось эхо глубокой демографической ямы, обусловленной Второй мировой войной. След войны проявился в том, что число рождений в 1965—1970 гг. дополнительно уменьшилось по причине малой численности родителей, ранее сказавшейся нехваткой призывного ресурса в самом начале 1960-х. Демографические тренды могли бы быть ещё более негативными, если бы не высокая рождаемость в южных республиках Союза, при этом резко возрос процент молодёжи среднеазиатского и кавказского происхождения. «Ямы», отвечающие 1942—1945 гг. и второй половине 1960-х, видны на возрастных пирамидах населения постсоветских государств.
Одновременно, на восьмидесятые годы пришлись война в ДРА (1979—1989 гг.), а также разгар политического противостояния СССР с США и странами Запада, не позволявший рисковать боеспособностью ВС. Среди знаковых событий тех лет — ракетный кризис в Европе (с конца 1970-х вплоть до подписания ДРСМД в 1987 г.), бойкоты Олимпиад (1980, 1984), инцидент с корейским самолётом (1983), волнения в Польше (1981—1983). Международная обстановка в целом тогда накалилась настолько, что, по некоторым предположениям, мог потребоваться переход подразделений ВС от штата мирного времени к штату военного. В такой ситуации ограничение или отмена «студенческой» отсрочки от службы имели критическое значение для решения проблем комплектования, так как из-за её наличия около 70 % молодых людей в крупных городах СССР (Москва, Ленинград, Киев и другие) выпадали из призывного контингента.

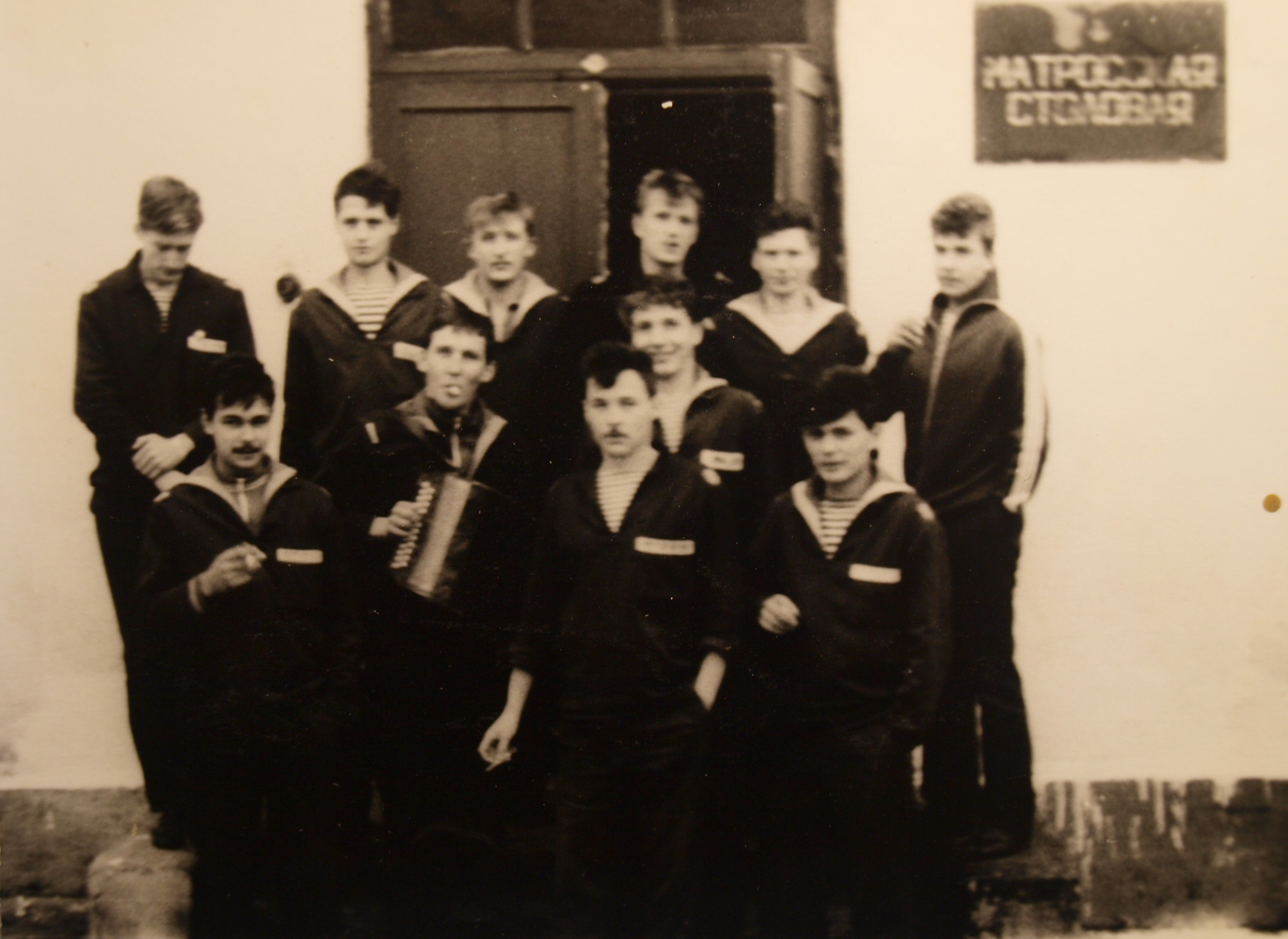
Матросы весеннего призыва 1986 г. в одном из подразделений в/ч 10422 КЧФ. Шестеро из 11 человек на фото — студенты.

«Затыкание дыры» отправкой в ВС лиц с преступным прошлым исключалось, учитывая печальные результаты подобного опыта в 1960-е. Важно было привлекать в ВС грамотных и дисциплинированных граждан, ввиду нарастающей сложности военной техники и необходимости воспрепятствовать наметившемуся к тому времени (через неуставные отношения) разложению армии. Есть мнение, что самый последний фактор имел даже бо́льшую значимость, чем демографический.
Как одна из причин призыва студентов называлось также стремление вообще бороться с привилегиями и прекратить предоставление «армейской» льготы определённому слою общества, будущей интеллигенции, хотя при подобных рассуждениях не учитывалась разница в стартовых доходах молодых специалистов (100—120 советских рублей в 1970—1980-е годы) и рабочих (около 200 рублей в месяц и более), нивелирующая «преимущество» освобождения в студенческое время от службы.
Распространена точка зрения, что с середины 1980-х многие представители руководства СССР предали свой народ и действовали безответственно, а то и умышленно во вред стране, думая только о «конвертации власти в собственность»; повальное направление в ВС студентов (включая учащихся с блестящими показателями — чей талант фактически являлся национальным достоянием) вписывается в такую концепцию измены.

## Призыв студентов в 1980-е годы: хронология
- 17 декабря 1980 года — поправка в статью 35 закона о воинской обязанности: новый вариант статьи давал отсрочку студентам не всех вузов, а только «включённых в перечень,… утверждаемый Советом Министров СССР по представлению Госплана СССР и Министерства обороны СССР»[2]. Это осложнило ситуацию, сделав её непрозрачной и переведя важнейший вопрос о призывниках-студентах с уровня закона на уровень согласования министерств. Оговаривалось, что изменение вступает в силу не немедленно, а с 1 января 1982 года[2], реальная отмена отсрочек началась ещё позднее. Другая поправка удлиняла срок службы лиц с высшим образованием с 1 года до 1,5 лет в армии и 2 лет во флоте, что затронуло выпускников (уже не студентов) вузов без военных кафедр.

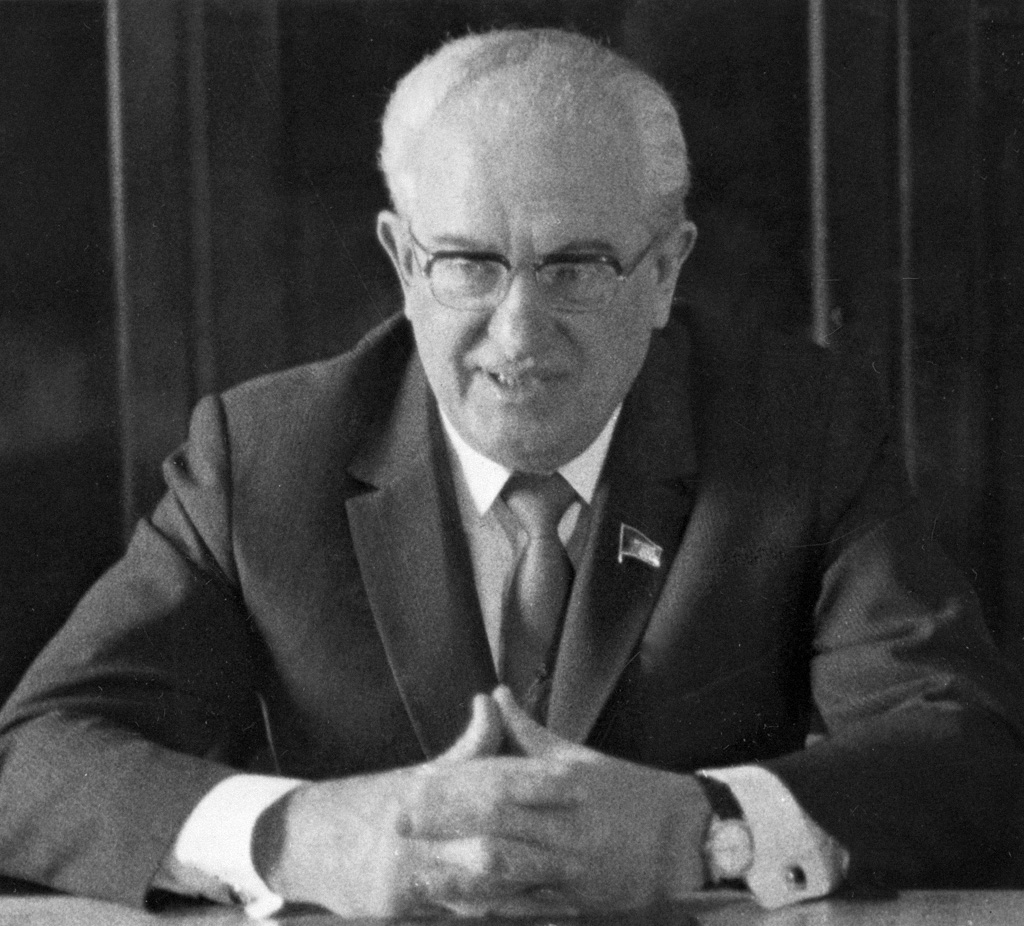
Ю. В. Андропов, глава СССР во время первых призывов студентов.

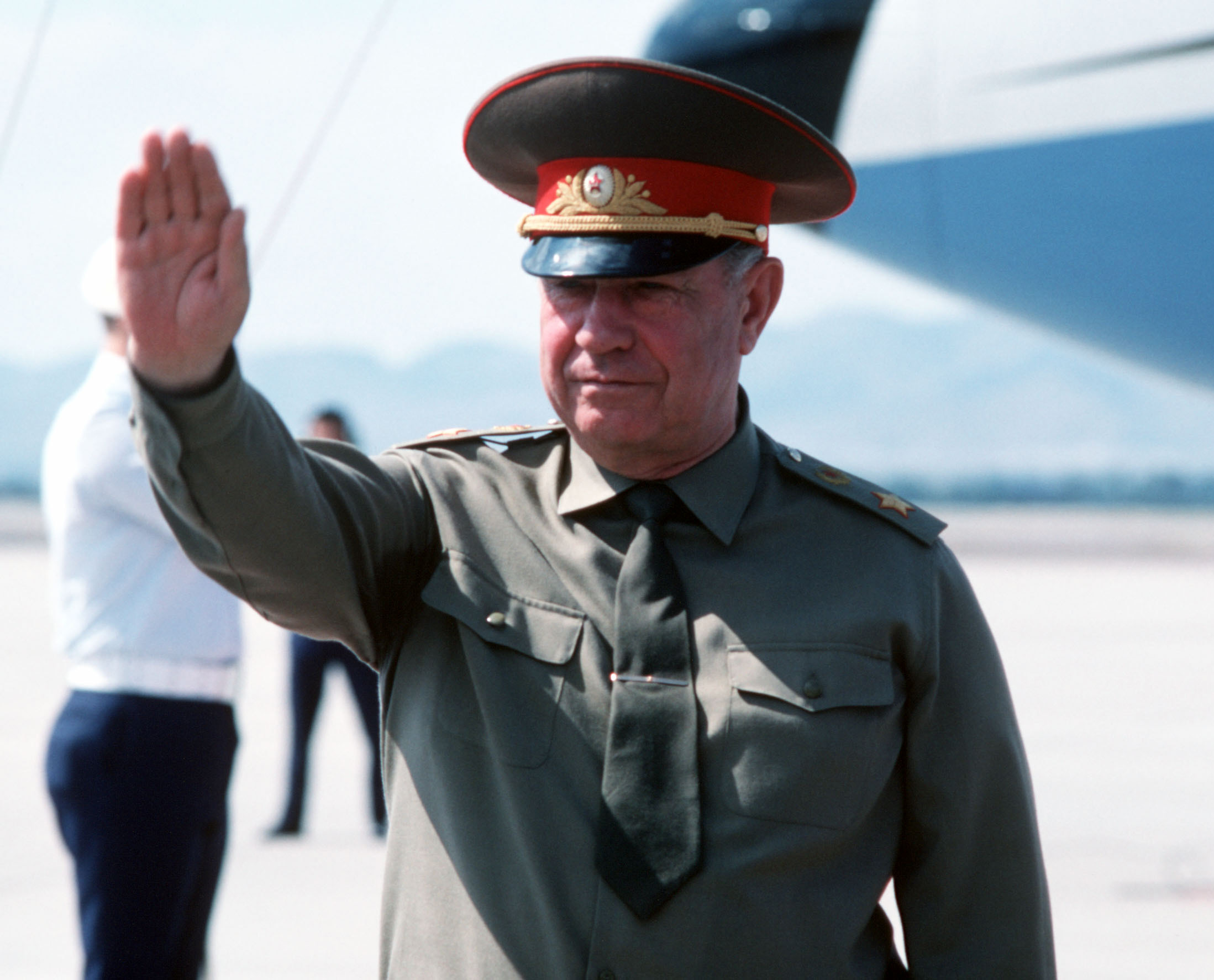
Д. Т. Язов, министр обороны в период пика призыва из вузов.

- Конец 1982 — начало 1983 года — появление в армии лишённых отсрочки студентов (поздней осенью 1982 г. ушли служить отдельные учащиеся[28], а весной 1983 г. имел место первый обширный студенческий призыв, хотя и не массовый). В основном, это пока были учащиеся вузов без военных кафедр и некоторых с военными кафедрами, а с осени 1983 года отсрочку стали отменять и во многих институтах с военными кафедрами. Руководителем государства в тот период (ноябрь 1982 — февраль 1984) являлся Ю. В. Андропов.
- С января 1984 года — решение Политбюро ЦК КПСС об отмене отсрочки во всех вузах, нашедшее отражение в Приказе Минвуза СССР от 13 марта 1984 года № 44с. По факту отсрочка местами сохранилась ещё в течение полугода или года[29]. Но с весны 1985 года, в отличие от предыдущего периода, остались лишь единичные «непризываемые» вузы на всю страну. Это позволило дополнительно набирать в ВС почти 200 тысяч человек ежегодно[5][23]. Призыв того времени иногда именуют «язовским», по фамилии министра обороны Д. Т. Язова, что крайне неточно, так как Язов занял пост министра только в мае 1987 года (после прилёта М. Руста и спровоцированных этим позорным для ВС событием «чисток» командного состава[30]), а массовый призыв начинался при министре Д. Ф. Устинове и развернулся при министре С. Л. Соколове. Тем не менее, именно при Язове, в 1987 году, за счёт студентов, процент призванных советских мужчин из когорты 18-летних оказался самым высоким — около 89 %[4]. Для сравнения: в 1970-е было 65 %, в 1981—1982 гг. при ужесточении общего контроля в данной сфере ещё до подключения студентов 74 %. Если во времена повсеместного предоставления отсрочек в вузах призывной ресурс страны из-за этого снижался примерно на 14 %, то связанное со студентами снижение в 1986—1987 гг. оценивается всего в 2 %[4]. «На пике» подлежало призыву порядка 85 % студенческой молодёжи — а из остающихся 15 % большинство избегали попадания в ВС не благодаря статусу студента, а по не зависящим от рода занятий причинам (проблемы со здоровьем, блат и др.).

- С 1986 года — решение призывать студентов только по окончании конкретного учебного года; при этом, если отправка в ВС, согласно возрасту, выпадала на осеннее время, её стали, пусть и не везде, переносить на следующий июнь.

- 10 апреля 1989 года — возвращение в статью 35 Закона нормы об отсрочке студентам всех вузов, отказ от дальнейших призывов студентов[3][31]; этому непосредственно предшествовали объявление М. С. Горбачёвым, лидером государства и партии, 7 декабря 1988 г. на Генассамблее ООН о сокращении ВС СССР на 500 тыс. человек[32] и полный вывод советских войск из Афганистана, закончившийся 15 февраля 1989 г.. Единичные учащиеся всё же попали под весенние призывные мероприятия 1989 года[33] и пробыли в ВС месяц-два.
- 11 июля 1989 года — решение о 100%-м увольнении в запас находившихся на тот момент в ВС студентов, независимо от вида ВС и выслуженного срока[7]; досрочно уволенные (всего около 176 тыс. человек[34]) вернулись домой в конце августа — начале сентября.

| должности                                         | персоналии |
| ------------------------------------------------- | --- |
| Генеральный секретарь ЦК КПСС                     | Л. И. Брежнев (по 10.11.1982) — Ю. В. Андропов (12.11.1982 — 09.02.1984) — К. У. Черненко (13.02.1984 — 10.03.1985) — М. С. Горбачёв (с 11.03.1985) |
| председатель Президиума Верховного Совета СССР    | Л. И. Брежнев (по 10.11.1982) — В. В. Кузнецов (10.11.1982 — 16.06.1983) — Ю. В. Андропов (16.06.1983 — 09.02.1984) — В. В. Кузнецов (09.02.1984 — 11.04.1984) — К. У. Черненко (11.04.1984 — 10.03.1985) — В. В. Кузнецов (10.03.1985 — 02.07.1985) — А. А. Громыко (02.07.1985 — 01.10.1988) — М. С. Горбачёв (с 01.10.1988; с 25.05.1989 — председатель Верховного Совета СССР) |
| министр обороны СССР                              | Д. Ф. Устинов (по 20.12.1984) — С. Л. Соколов (22.12.1984 — 30.05.1987) — Д. Т. Язов (с 30 мая 1987) |
| нач. Генштаба ВС СССР                             | Н. В. Огарков (по сентябрь 1984) — С. Ф. Ахромеев (сентябрь 1984 — декабрь 1988) — М. А. Моисеев (c декабря 1988) |
| министр высшего и среднего спец. образования СССР | В. П. Елютин (по 16.07.1985) — Г. А. Ягодин (с 16.07.1985; с 05.03.1988 — председатель Госкомитета СССР по народному образованию) |

## Порядок призыва и возвращения к учёбе
Призыв студентов затронул лиц, родившихся примерно с 1964—1966 годов (строгой границы нет) по 30 июня 1970 года (граница чёткая, однако в отдельных случаях и по начало 1971 г.). На старте этого отрезка ситуация была переходной: тем, кто родился ранее 1965 года, часто удавалось проскочить мимо армии, а студентам абсолютного большинства вузов, родившимся в 1966 году или позднее, и многим 1965 года рождения пришлось служить без отсрочки.

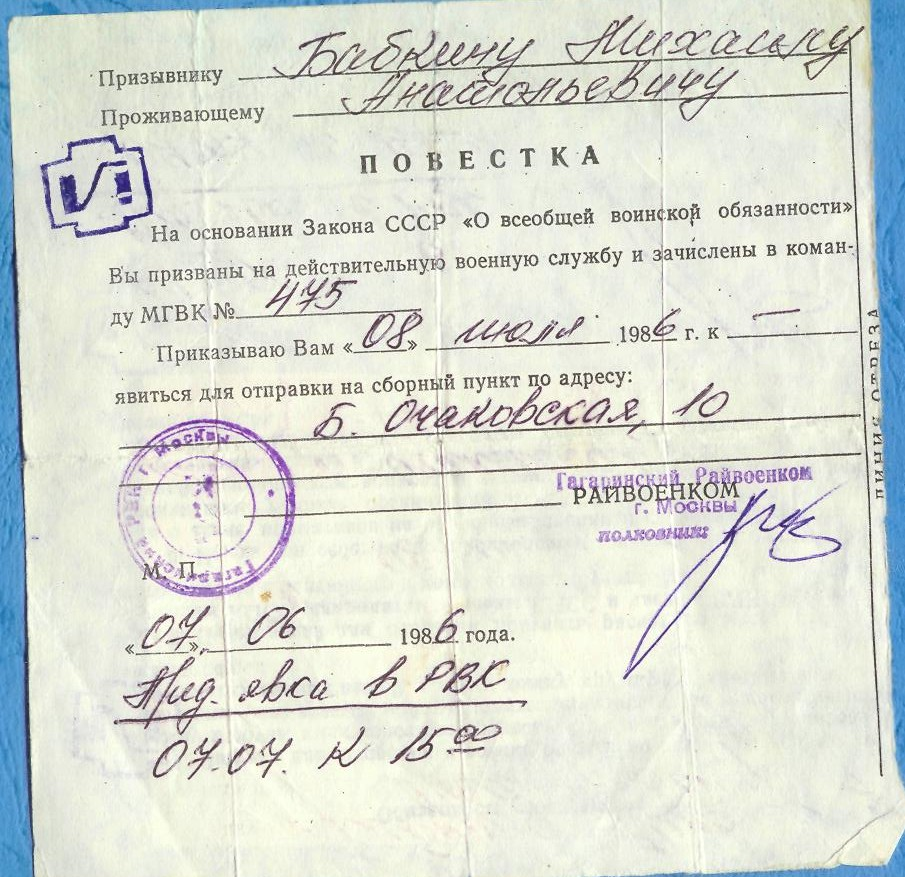
Повестка студенту физфака МГУ М. А. Бабкину с приказом явиться для отправки в Вооружённые Силы (1986).

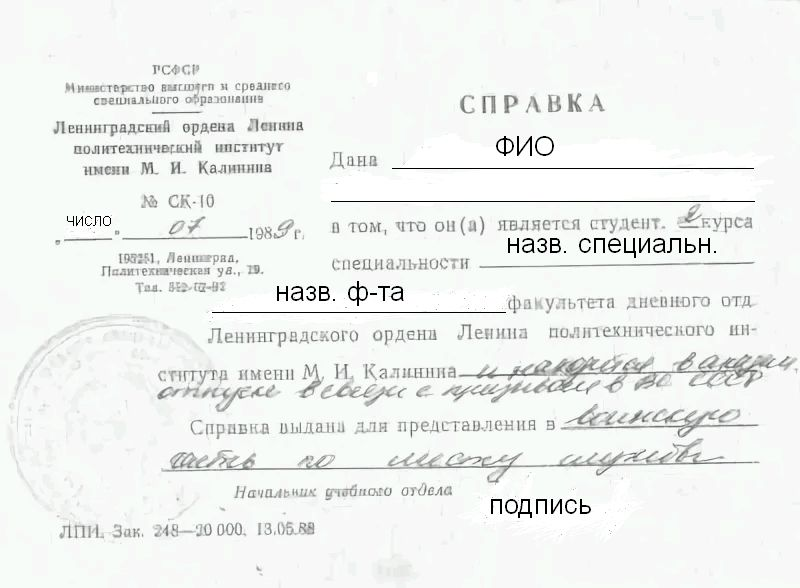
Справка об академотпуске в связи с призывом. Такие справки требовались в том числе как документ о статусе студента в 1989 г. для досрочного увольнения из ВС.

Людей обычно забирали в течение (с 1986 года — преимущественно по окончании) первого или второго курса вузов, смотря по тому, достиг ли конкретный мужчина 18-летнего возраста, но могли забрать и с третьего. Случаи отправки в ВС с самых старших (4-6) курсов также имели место, но являлись редкостью.
Уходившие в осенние призывы вынужденно прерывали обучение без сдачи экзаменов за осенний семестр, хотя иногда организовывалась досрочная сессия. Уходившие в весенние призывы, как правило, сдавали сессию и затем, в июне или начале июля, попадали в армию или на флот. Перерыв в учёбе в связи с отбытием в ВС оформлялся как академический отпуск.
Наличие военной кафедры в целом повышало шансы не быть призванным, но ничего не гарантировало даже для уже обучающихся на ней. Что же касается младшекурсников — когда в данном институте бронь от призыва снималась, они реально получали повестки из военкоматов ещё до того, как проводилось зачисление на военную кафедру; исключения возникали, если юноша стал студентом в более раннем, чем принято, возрасте.
Никакими академическими успехами добиться освобождения от армии было нельзя.
Всего студенты попали под призывные кампании 14 раз, из них 9 раз охват был значительным (весна-осень-1983, весна-осень-1984, весна-осень-1985, весна-1986, -1987, -1988), 3 раза небольшим (осень-1986, -1987, -1988) и 2 раза на уровне отдельных лиц (осень-1982, весна-1989).
Число рекрутированных учащихся не обнародовалось, грубо его можно оценить в ~ 0,8 млн за всё время. В 1983—1984 гг. уходили в ВС порядка 70 тыс./год, в 1985—1988 гг. где-то 160—180 тыс./год (максимум — в 1987 году). Количество тех, кто имел бы студенческую отсрочку по старым правилам в каждом поколении: 210—220 тыс.

Призыв 1983—1984 гг., ещё не всеобщий, снизил выпуски 1987 и 1988 г. из вузов СССР на ~ 70 тыс., то есть за 1983 + 1984 г. ушли в ВС ~ 140 тыс. Призыв 1985—1988 гг. был массовым и, если судить по уволенным досрочно в конце лета 1989 г. с поправкой на попадание 5-10 % призывников в ВМФ, получим, что призывались 160—170 тыс./год; в 1987 г. при снятии брони в сохранявших её единичных вузах число было повыше — скажем, 180 тыс. Суммарно: 140 + (160…170){\displaystyle \cdot }3 + 180 ~ 140 + 500 + 180 = 820 ~ 800 тыс.
Приём на дневную форму в 1980-е гг.: ~ 650 тыс./год, из них ~ 54 % — женщины, а чуть более четверти мужчин поступали после армии. Перемножение: 650{\displaystyle \cdot }(1-0.54){\displaystyle \cdot }[1-(0.25…0.3)] ~ (210…220) тыс.

Студентов направляли в ВС наравне со всеми. Полученные на первых курсах знания чаще всего не достигали порога востребованности, а о приравнивании студента к профессионалу с законченным ВО в своей сфере и поручении ему какой-либо работы офицерского уровня не могло быть и речи; соответственно, любые сравнения со спецнаборами 1950-х или постсоветскими научными ротами исключаются. Иногда, пытаясь использовать умственный потенциал студентов, их сначала отсылали в учебные воинские части («учебки») для получения военно-учётной специальности, с переводом затем на службу в функции младшего техника, обычно — по некоторым оценкам, в 92% случаев — без корреляции с вузовским профилем. Возможностей уделить хотя бы минимальное время самообразованию или повторению институтского материала почти не было.
На период службы большинство учащихся полностью прерывали контакт со своими институтами, но в некоторых вузах администрация налаживала связь с призванными, пытаясь оказать им моральную поддержку.
В первые после снятия «брони» годы вузовские аудитории оказывались полупустыми и часто учебному заведению приходилось соединять остатки групп; в последующие же годы места убывавших в ВС замещались возвращавшимися отслужившими студентами старших на два-три года поколений.
Непредоставление отсрочки студенту института без военной кафедры означало не только паузу в образовании, но ещё и удлинение солдатской службы (при наличии полного ВО она была бы короче), а с военной кафедрой — снижение статуса в ВС (приходилось служить рядовым столько же, сколько прослужил бы по окончании вуза лейтенантом в более комфортных условиях, включая финансовые, если вообще был бы призван). Денежное довольствие рядового и сержантского состава ВС составляло около 10 рублей в месяц.
После увольнения в запас бывший студент, решивший продолжить учёбу, автоматически восстанавливался в своём вузе; в течение года после армии такие студенты имели право на индивидуальный график обучения и получали стипендию независимо от оценок. В ряде случаев проводились бесплатные дополнительные занятия для тех, кто в этом нуждался. Отслужившие студенты часто, хотя и не всегда, освобождались от неучебных дел, таких как обязательные выезды в колхозы.
До лета 1988 г., вернувшихся в вузы с военной кафедрой студентов заставляли обучаться на ней вместе с теми, кто в армии не был, и по общим программам. Это вызывало возмущение отслуживших, и осенью 1988 года по СССР прокатились их забастовки с требованием добровольности военного обучения. Ректоры иногда пытались оттянуть решение или не обсуждать тех демобилизованных, кто уже приступил к занятиям на военной кафедре, — но в итоге за 1988—1989 годы право выбора получили все экс-солдаты. Большинство посещать кафедру либо не начали, либо сразу же бросили, сохранив звание, присвоенное при срочной службе (рядовой или матрос, некоторые во время пребывания в ВС стали сержантами или старшинами).
К осени 1989 года студентов в армии не осталось. В 1989/1990-м учебном году в одних и тех же группах вторых-третьих курсов институтов оказывались и вообще не призывавшиеся, и отслужившие самые различные сроки, в том числе один год (точнее, 13-14 месяцев), два года, три года (если мужчина был в ВМФ). Несмотря на непривычно большое число слушателей, специальный приказ Госкомобразования СССР гарантировал всем вернувшимся из ВС создание условий для занятий, выплату стипендий, место в общежитии. Затем эти люди вместе доучивались до выпуска (реально, в 1993 или 1994 г.), тогда как в следующих студенческих поколениях ситуация уже была обычной и никто на срочную службу не попадал.

## Вузы, из которых студенты не призывались

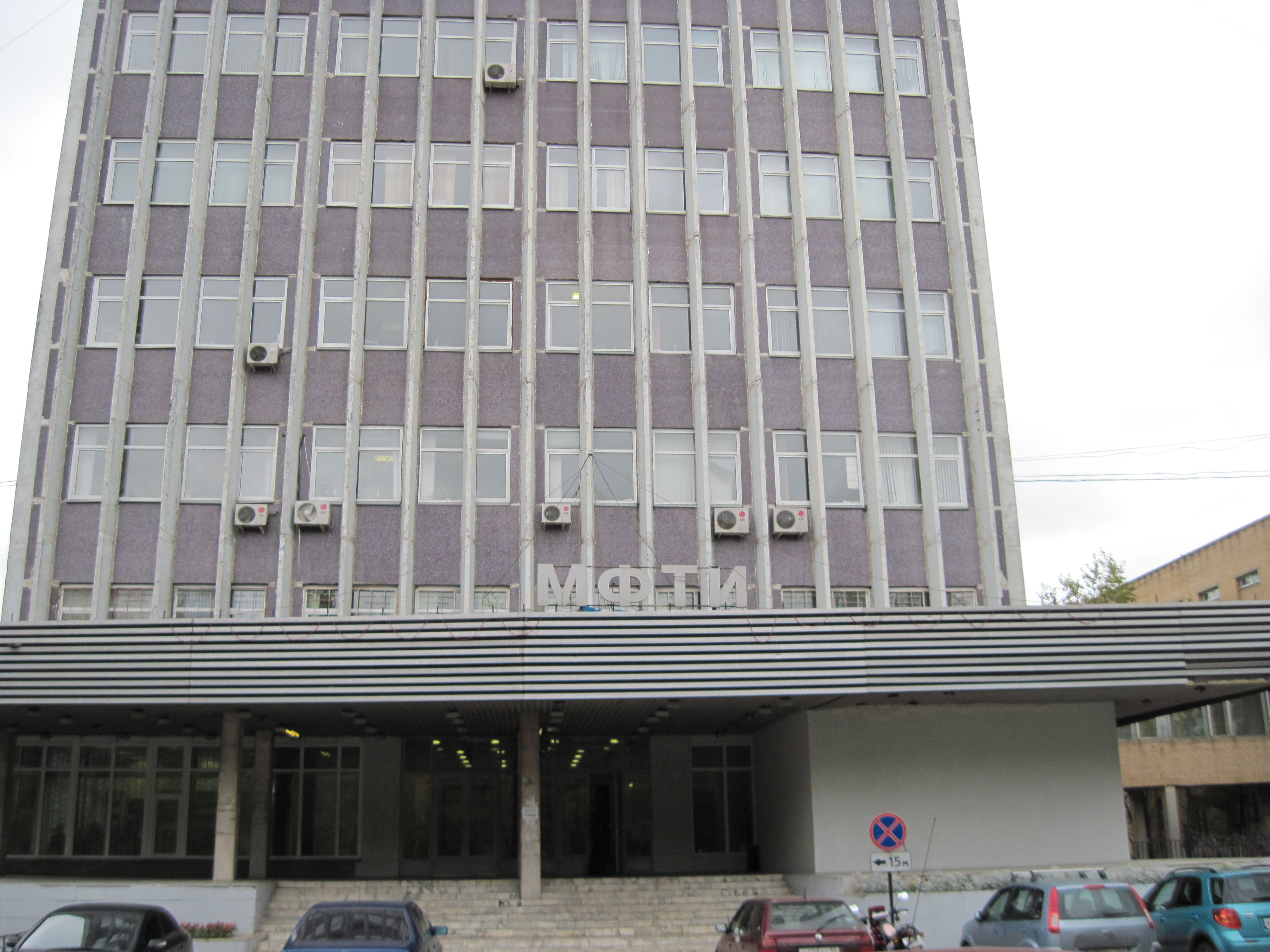
МФТИ. За всю историю вуза отсрочки не было только в 1987 г. См. напутствия уходившим в ВС (газета «За науку», 12.06.87).

Список вузов, студенты которых не подлежали призыву, не публиковался и постоянно пересматривался. До 1984 года большинство вузов страны оставалось «непризывными» и объявление такого списка вызвало бы полный отток абитуриентов-мужчин оттуда, где отсрочка отменена. Ситуация стала отражением борьбы различных министерств и Министерства обороны. На том этапе, в числе институтов, позволяющих уйти от армии, было много медицинских и сельскохозяйственных, затем обстановка изменилась и осложнилась.
С 1985 года отсрочка частично сохранялась на некоторых факультетах приблизительно в двенадцати объявленных ведущими вузах крупнейших городов СССР (для сравнения: в сентябре военного 1943 года полностью бронировали 83 вуза). Скажем, в Ленинграде освобождались от призыва учащиеся многих факультетов «Военмеха», а также, кроме 1987 года, Кораблестроительного (ЛКИ) института и ЛИТМО. В 1988 году, за год до повсеместного восстановления отсрочек, непризываемыми стали отдельные факультеты Московского государственного университета (МГУ), однако основная масса студентов МГУ того периода прошла службу в полном объёме. В МФТИ, МАИ и МВТУ им. Баумана имел место разовый призыв в 1987 году. Помимо вышеупомянутых вузов, в Москве отсрочку в годы массового призыва (1985—1988) какое-то время давали МГИМО, МЭИ, МИНХ, Станкин, МИФИ и МАТИ. В артистических вузах (консерваториях и др.) были случаи предоставления персональной отсрочки особо талантливым студентам, но «бронь» в целом там отсутствовала — и многим учащимся призыв ломал карьеру.
Критерии отнесения учебных заведений к разряду «бронированных» не пояснялись. Иногда правила касались лишь определённых структурных единиц вуза и временных отрезков, но это заранее не уточнялось. Нечёткость перешла в источники по теме: так, в отношении МГУ можно найти «сведения» о сохранении отсрочки четырём факультетам, а реально в 1984—1987 годах там не было ни одного факультета, целиком избежавшего призыва. Кроме того, ситуация очень различалась по регионам, многое зависело от готовности ректората «отстаивать» свой институт.
Точная информация может быть получена только по конкретному вузу и году.
Абитуриент знал, призывают или нет из выбранного им вуза на момент зачисления, однако определённости это не давало, так как правила могли измениться в любое время. Из поступавших в 1982—1984 гг. и уверенных в наличии отсрочки многие через год-два оказывались в ВС, а некоторым принятым в 1987 г. (и всем, кого приняли в 1988-м) и уже смирившимся с непредоставлением отсрочки в итоге служить не пришлось. Пытаться при снятии «брони» в институте перевестись в другой, где она сохранялась, не имело смысла, так как, по Закону 1980 года, отсрочка давалась только тем, кто учился в соответствующем вузе «начиная с первого курса».
По воспоминаниям политика Г. Х. Попова, в те годы профессора не бронированного экономического факультета МГУ, немногие остававшиеся «убежищами от армии» образовательные учреждения стали заполняться сыновьями высокопоставленных бюрократов и дельцов при диком росте взяточничества.

## Некоторые личности, попавшие под призыв
Среди бывших студентов, отслуживших в 1980-е годы и впоследствии ставших видными публичными фигурами, — российский экономист и политик М. Г. Делягин (медалист школы, студент экономического факультета МГУ), российский предприниматель и политический деятель М. Д. Прохоров (также медалист, студент Московского финансового института), крупный бизнесмен Р. А. Абрамович (среднеуспевающий студент Ухтинского индустриального института, после армии институт не окончил), президент Украины в 2014—2019 гг. П. А. Порошенко (студент Киевского государственного университета), президент Кыргызстана с 2021 года С. Н. Жапаров (студент КГИФК). Факт призыва в ВС СССР из вуза имеется и в биографиях некоторых мужчин, занимавших посты в правительстве России, — в числе таковых А. В. Коновалов, М. А. Мурашко, А. Г. Хлопонин, М. Ш. Хуснуллин. После первого курса попал в стройбат П. О. Толстой (праправнук писателя), позднее журналист и зампредседателя Госдумы VII созыва. 
Известность названных лиц во многом связана с их коммерческой или общественной деятельностью, то есть с ролью не столько специалиста, сколько организатора или управленца. Но имеются и примеры чисто профессионального успеха мужчин, чья учёба в 1980-е годы была прервана призывом. Так, физик П. В. Логачёв (прошедший службу в 1984—1986 гг. как студент НГУ) стал затем академиком РАН, а участник афганской войны в 1987—1989 гг. тогдашний студент-аграрий В. А. Багиров избрался членкором. Учащийся физмата ТаджГУ, 1968 г.р., Ф. К. Рахимов (Рахими), служивший в ракетной части под Горьким, впоследствии возглавлял АН Таджикистана. Вышеупомянутый Делягин защитил докторскую диссертацию и издал ряд книг. Вполне «состоялся» в своей сфере экс-солдат-студент, литератор Д. Л. Быков. Призванный в ВС студент Московской консерватории Г. В. Алфеев после армии выбрал духовную карьеру, стал епископом (митрополит Иларион) и церковным историком. Учащийся Тбилисской консерватории И. Р. Павлиашвили, отслужив в ВВС, переключился на эстрадную музыку, где и добился признания. МГИКовец Л. Н. Агутин, оказавшийся тогда в пограничных войсках, ныне — популярный вокалист.

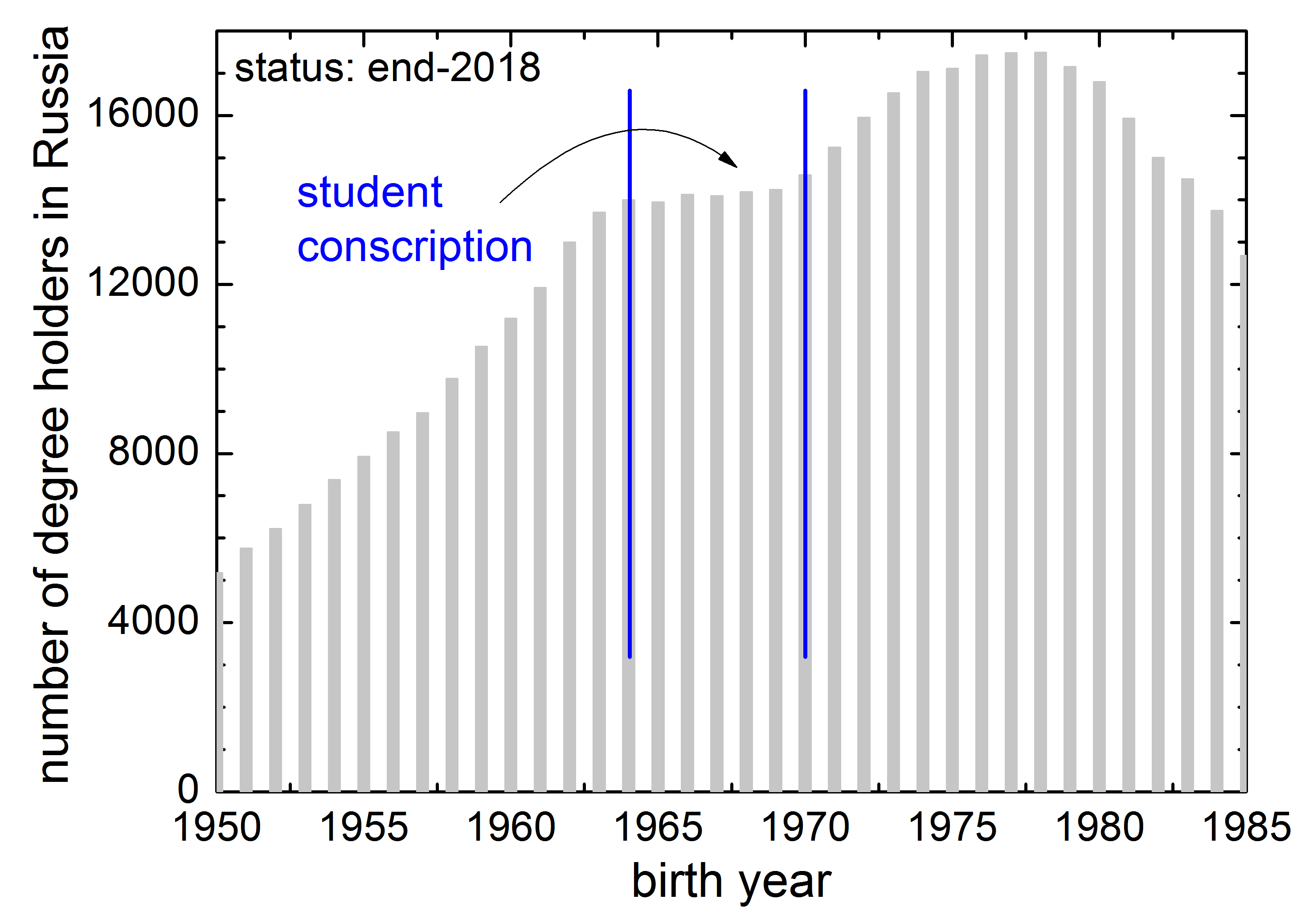
Оценка числа россиян с учёной степенью по годам рождения

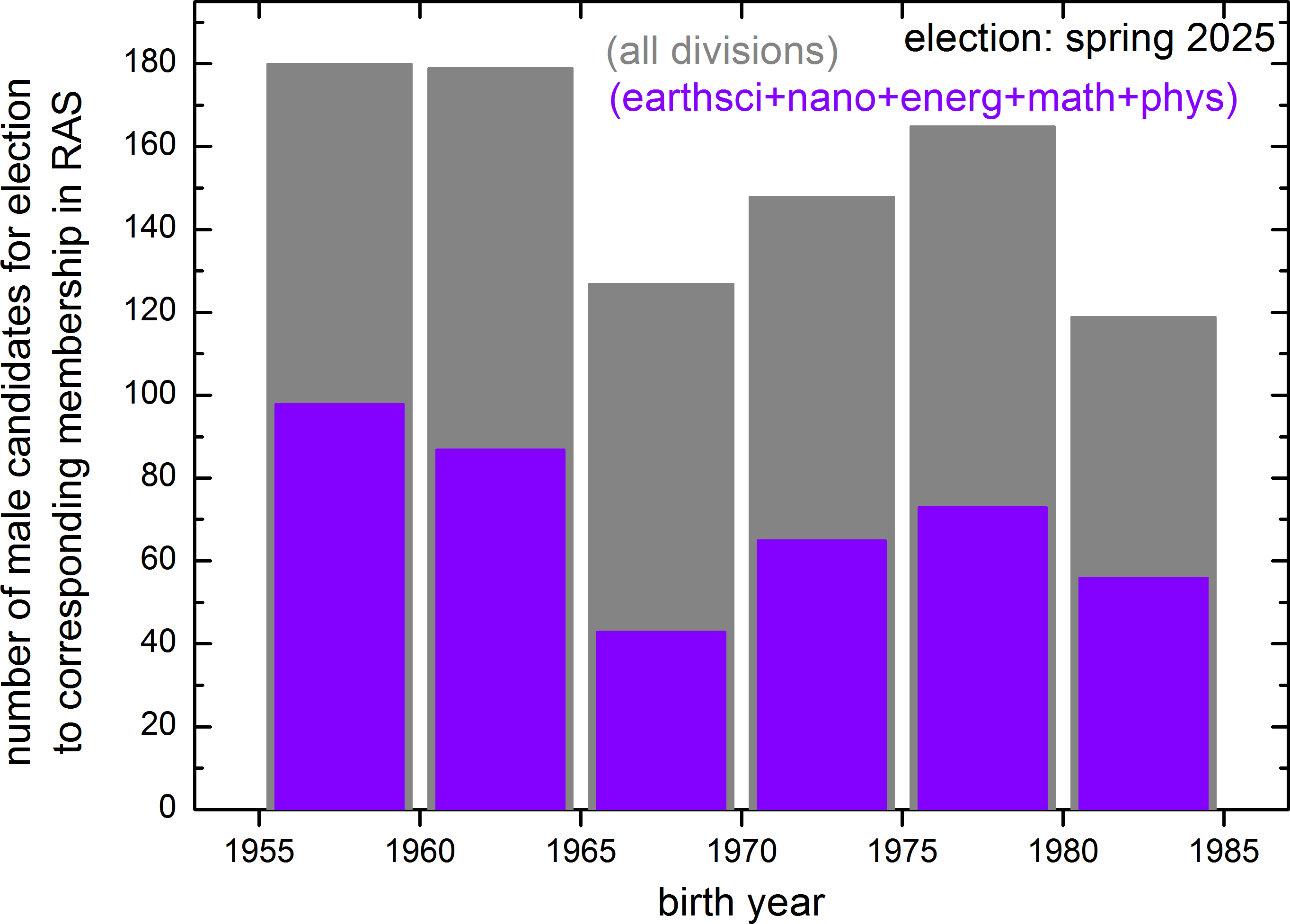
Число кандидатов в членкоры РАН мужского пола (весна 2025)

Разумеется, для комплексной характеризации ситуации важны не только индивидуальные примеры, но и статистические подборки. Однако данных по доле служивших среди достигших того или иного высокого квалификационно-должностного уровня — допустим, в сфере науки — почти нет; те, что можно пытаться извлечь, говорят о малости этой доли, в сравнении с процентом побывавших в ВС студентов. Более обширную (правда, косвенную, поскольку какие-то учащиеся, независимо от возраста, избегали призыва) информацию даёт анализ статистики по году рождения: по призывавшемуся поколению и по близким к нему. Так, зафиксирован факт приостановления роста числа лиц с учёной степенью кандидата или доктора наук в РФ — именно для родившихся в 1965—1969 годах; такой рост после войны имел место по 1964 г.р., а затем продолжился с 1970 года рождения ещё для нескольких когорт. Другой факт подобного плана: количество профессоров РАН мужского пола, рождённых в 1966—1969 гг., почти в полтора раза меньше, чем рождённых в 1971—1974 гг. (если опираться на демографию, следовало ожидать разницу от силы в 1.1 раза), а для женщин такая особенность отсутствует и профессоров-женщин в старшей из названных групп даже больше. На выборах 2025 г. в членкоры РАН число претендентов-мужчин 1965—1969 гг. р. по точным и инженерным наукам: ОМН, ОФН, ОНИТ, ОНЗ, ОЭММПУ было практически вдвое меньше, чем 1960—1964, и на треть меньше, чем 1970—1974 годов рождения (среди учёных-гуманитариев этот тренд выражен слабее).
Из мужчин 1965—1969 г.р., учившихся в вузах, а впоследствии работавших в первом или втором правительствах Д. А. Медведева или в первом правительстве М. В. Мишустина, была в своё время призвана со студенческой скамьи примерно треть. Среди лидеров 5 парламентских партий в Думе VIII созыва в обсуждаемую когорту попадают трое: Д. А. Медведев (1965 г.р., «ЕР»), А. Г. Нечаев (1966 г.р., «НЛ»), Л. Э. Слуцкий (1968 г.р., ЛДПР) — и никто из них в ВС не служил.

## Реакция студентов и общественности
Общественные условия тех лет исключали массовые протестные акции. Студенты, хоть и в смятении, но были вынуждены без сопротивления пойти в армию. Некоторые пытались избежать призыва «классическими» для уклонистов методами: скрывались, давали взятки (военкомам и врачам за справку о негодности по здоровью), наспех женились, в том числе на матерях-одиночках, лишь бы быстрее родить или усыновить плюс родить двоих детей (что освобождало от службы). Появилось заметное число желающих эмигрировать.
Отсутствие публичного выражения претензий непосредственно к генсеку Ю. В. Андропову, запустившему процесс лишения вузов отсрочки, отчасти объясняется недооценкой возникших проблем теми, кого они реально касались, притом что в целом Андропов снискал горячую поддержку советских граждан за беспощадную антикоррупционную политику.

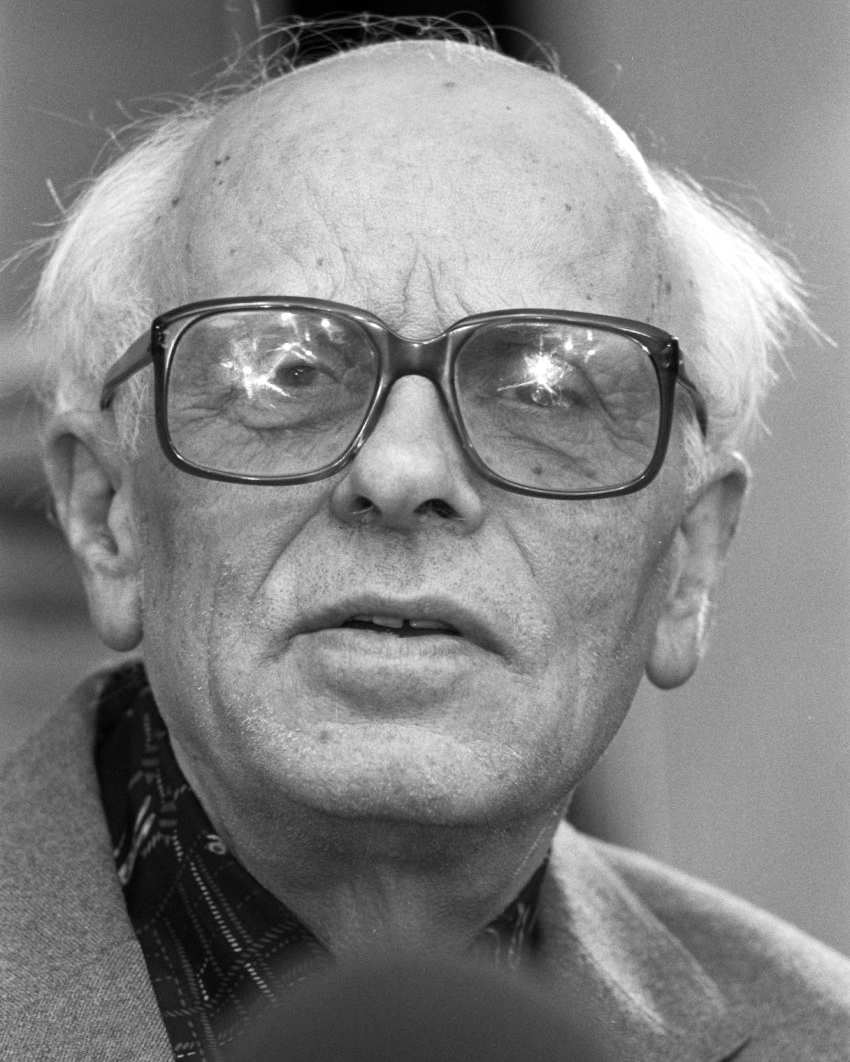
А. Д. Сахаров, противник войны в ДРА, в 1989 г. — инициатор увольнения всех студентов из ВС.

Изначально в защиту студентов не выступила ни одна серьёзная инстанция в стране — ни АН СССР, ни АПН СССР, ни КГБ, ни РПЦ, ни КПСС, ни ВЛКСМ. На местах велась агитация, часто уважаемыми, но далёкими от проблем хорошо учащейся молодёжи людьми, в поддержку отмены отсрочек.
Многие ректоры заняли соглашательскую позицию, однако были руководители вузов, которые возражали против призыва студентов и заявляли своё мнение. Так, обращаясь даже в ЦК, отчаянно протестовал ректорат НГУ, хотя и «проиграл». Вплоть до кончины в 1984 г. боролся за отмену решения о снятии «брони» ректор МИФИ В. М. Колобашкин. Видя безнадёжность попыток освобождения студентов от армии, администрация МФТИ просила военкомов направлять подопечных для несения службы хотя бы с близким по уровню контингентом призывников и по профилю, что отчасти удалось осуществить. 
В 1987 году, когда «бронь» перестали гарантировать в тех единичных вузах топ-уровня, где она ещё была, шокированные родители учащихся этих вузов стали писать во все инстанции — от руководства страны до редакций газет — с требованием разрулить ситуацию, указывая, что действия Минобороны «граничат с предательством интересов обороны». Конфронтация позиций достигла тогда угрожающего накала. В том же 1987 году ректор МВТУ, дважды Герой Советского Союза А. С. Елисеев добился предоставления со следующего года отсрочки в своём и ряде других московских институтов, но уже призванные оттуда студенты возвращены не были.
Гипотезу о недопустимости вырывания студентов на два-три года из учебного процесса и губительности такой системы для научной карьеры высказывал генерал-лейтенант А. Д. Кунцевич (разработчик химического оружия, академик) в разговоре с начальником Генштаба С. Ф. Ахромеевым и министром С. Л. Соколовым.
Общий перелом в восприятии ситуации произошёл на рубеже 1987/88 гг., когда, во-первых, высветился масштаб квалификационных потерь от перерыва в обучении (среди выпускников начали появляться прошедшие службу), во-вторых, стала набирать обороты политика гласности, а в-третьих, был провозглашён курс на сокращение штатной численности ВС. Вышли статья академика Б. В. Раушенбаха о вредности призыва студентов и серия других публикаций. В Политбюро поступило обращение членов АН с требованием восстановить отсрочку (1987 г.); аналогичное пожелание озвучил в 1988 г. министр образования Г. А. Ягодин, заявив о несовместимости двухгодичного перерыва в обучении с задачами повышения качества подготовки специалистов. Учреждённый в 1989 году Комитет солдатских матерей объявил своей первой задачей отмену призыва для учащихся вузов. На выборах народных депутатов СССР в марте 1989 г. малоизвестный офицер В. С. Подзирук, программа которого содержала тезис об отмене призыва студентов как неоправданной растраты талантов, двукратно опередил конкурента Б. В. Снеткова, генерала армии, участника ВОВ, главнокомандующего ГСВГ.
К середине-концу 1980-х усилились также протестная активность и пацифистские настроения в связи с Афганской войной, а она явилась одной из главных причин студенческого призыва. Тогда же в советских газетах начали печататься материалы о ранее замалчивавшихся случаях зверской дедовщины в ВС (пример: дело Сакалаускаса, само событие — 1987 г., публикации — 1988 г.), что многим раскрыло глаза на происходящее в армии.
При нараставшем недовольстве общественности и ставшей очевидной непопулярности срочной службы среди учащихся мужчин было решено вернуть отсрочку студентам с весны 1989 года.

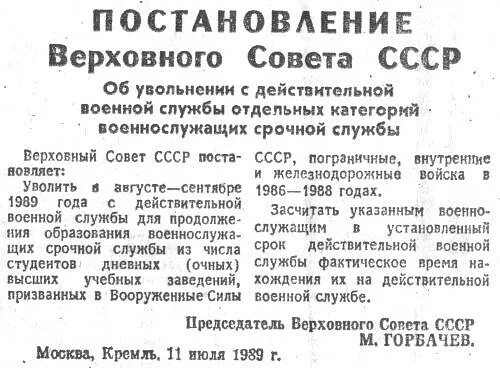
Постановление о досрочном увольнении студентов.

В выступлении на I Съезде народных депутатов СССР, академик А. Д. Сахаров, в числе важнейших вопросов, отметил, что, помимо уже состоявшегося к тому моменту возврата «брони», «…надо [досрочно] демобилизовать к началу учебного года всех [солдат-]студентов…»; в июле 1989 года Правительство, отвергнув возражения со стороны Министерства обороны, пошло на такой шаг. Прекращение студенческой солдатчины ставится в заслугу М. С. Горбачёву как главе СССР в тот момент, однако не кто иной, как он же, руководил страной (с марта 1985) и в годы максимального охвата вузов призывом.
Экстренность увольнения всех студентов в конце лета 1989 г. привела к временным проблемам в поддержании боеготовности ВС; в октябре Горбачёв при контактах в войсках признал, что увольнение осуществили быстрее, чем следовало. Кроме среды профессиональных военных, решения 1989 года (названные теми, кого они затронули, «горбачёвской [сахаровской] амнистией», по аналогии со знаковой амнистией политзаключённых 1987 г.) породили эйфорию — хотя некоторым недослужившим становилось неловко перед друзьями-солдатами, а затем перед чуть старшими коллегами в вузе. Композитор Д. Ю. Маликов написал в то время песню «Студент», содержащую слова «и сам себя не осуждай», как бы адресованные «спасённым» учащимся.
Два года спустя, летом 1991 года, генералы снова выдвинули инициативу об отмене отсрочки, но под тяжестью недавнего опыта идея вызвала отторжение, обострённое скрытностью действий её авторов, и в условиях агонии СССР сошла на нет.

## Последствия призыва для самих студентов
Обобщающие выводы о влиянии призыва на судьбу студентов 1980-х невозможны по объективным причинам: эти люди сейчас (2025 г.) находятся в активном возрасте — «55-60» или чуть старше — и их биографии продолжаются. Как бы то ни было, помимо денежных потерь (из-за откладывания начала трудовой деятельности), последствия подразделяются на связанные с периодами до, во время и по окончании службы.
Перед отправкой на службу учащийся вуза, помимо характерной для всех призывников тревоги, мог испытывать чувство горечи в связи с осознанием неоправданности расходования сил и времени на тщательное овладение знаниями в школьные годы, часто ценой отказа от отдыха и развлечений. Если бы о неизбежности попадания в ВС было известно заранее, многие изменили бы для себя систему приоритетов, а возможно, и выбрали бы иной жизненный путь. В вузах возникла психологически тяжёлая атмосфера, оптимизма не было ни у студентов, ни у их преподавателей — так, руководство НГУ считало, что хорошо если 70 % призванных смогут потом продолжить учиться. У многих младшекурсников сорвались планы прохождения практики или стажировки. Ожидая ухода из привычного социума в армию («экстремальную группу»), некоторые студенты в последние недели «на свободе» становились культурной противоположностью самих себя, вплоть до девиаций.

Памятник студентам Кубанского института спорта, погибшим в ДРА

Непосредственно в ВС студент сталкивался с теми же проблемами и опасностями, что и другие солдаты: в Афганистане — тяготы военных действий и реальная угроза гибели, в большинстве прочих мест службы — дедовщина, отрыв от дома, неоплачиваемая тяжёлая работа. Вынужденная ломка идентичности, подобная происходящей при внезапном первом тюремном заключении, приводила к обесцениванию персонального бэкграунда, нерелевантного или даже мешающего в армии. Есть основания предполагать, что хуже всего пришлось студентам с высокой успеваемостью, поскольку такие люди, как правило, труднее адаптируются в условиях жёстких межличностных отношений. Зачастую лучшие учащиеся, опираясь на родительскую поддержку в быту, посвящают всё время учёбе и социализируются позже получающих более низкие баллы сверстников; при отсрочке от армии данный тип развития создавал предпосылки для яркой карьеры, особенно в искусстве или науке, а призыв разрушал личность неординарного молодого человека и оборачивался трагедией его семьи. Для многих пребывание в ВС становилось вычеркнутым из жизни периодом унижений, а то и надругательств, истязаний; известны случаи смертей, психических расстройств и самоубийств сильных студентов, оказавшихся «под прессом военной машины». У каждого такого происшествия были конкретные виновники, однако глобально к этому привели 

невежественность, вседозволенность и безнаказанность советской власти на фоне безволия, трусости, равнодушия и просто эгоизма и продажности большинства... представителей... интеллигенции— Из преамбулы книги матери студента, призванного в 1987-м.
Полезная для некоторой части призывников, жёстко-воспитательная функция армии применительно к студентам неактуальна: они и так были сравнительно организованными, законопослушными гражданами. На них служба иногда оказывала, наоборот, негативное влияние. Прививаемое солдату в армейских реалиях отношение к работе (халтура, безынициативность, показуха), к старшему по рангу (маскировка безделья, обман), к коллеге-сослуживцу (ожидание агрессии, готовность мстить), к женщине (партнёрша по совокуплению, остальное неважно), к общественным нормам (мелкое воровство, пьянство, нецензурная брань в порядке вещей) грубо меняло менталитет учащихся, не сталкивавшихся ранее с подобным околокриминальным стилем поведения, и требовало потом сознательного искоренения.
После увольнения в запас возникавшие у студента сложности сводились к следующему:
- утрата знаний и обучаемости (по самооценкам[66][89] и по мнениям со стороны[9][67][90]). Студенты, особенно естественнонаучных и математических[38] факультетов, оказывались отброшенными по уровню на несколько лет назад. Многие возвращавшиеся осенью продлевали академотпуск, так как вообще не могли сразу воспринимать материал, из-за чего с 1986 года студентов стали стараться призывать только в июне[91]. Некоторые были отчислены[38] или отказались продолжать обучение в вузе, перешли на специальности попроще либо на вечернюю форму занятий. Самые серьёзные проблемы в учёбе возникали после службы в Афганистане (почти у 90 % студентов-«афганцев»)[92];
- «сдвиг по возрасту». При трудоустройстве специалистов на разных уровнях приняты возрастные рубежи, они вводятся также при предоставлении субсидий, присуждении научных грантов (и переросток оказывается в проигрышном положении). Помимо этого, поскольку перенос старта трудовой деятельности произошёл при нараставшей социально-политической нестабильности, усугубилась проблема профессионального и личного становления студентов, характерная для представителей поколения середины-конца 1960-х;
- восприятие как человека второго сорта. Многие россияне не знают или не помнят, что студентов когда-либо призывали; в ряде справочных источников по истории призыва в СССР[17] на данную тему нет ни слова, а в некоторых публикациях масштаб/длительность отмены отсрочек преуменьшены[93][94]. Поэтому факт срочной службы в биографии специалиста рассматривается как нечто подозрительное[94][95].

Кроме того, уволенные в запас студенты, как и другие бывшие срочники, нередко имели хронические заболевания (нервные, гастроэнтерологические, урологические и др.), подлежавшие лечению.

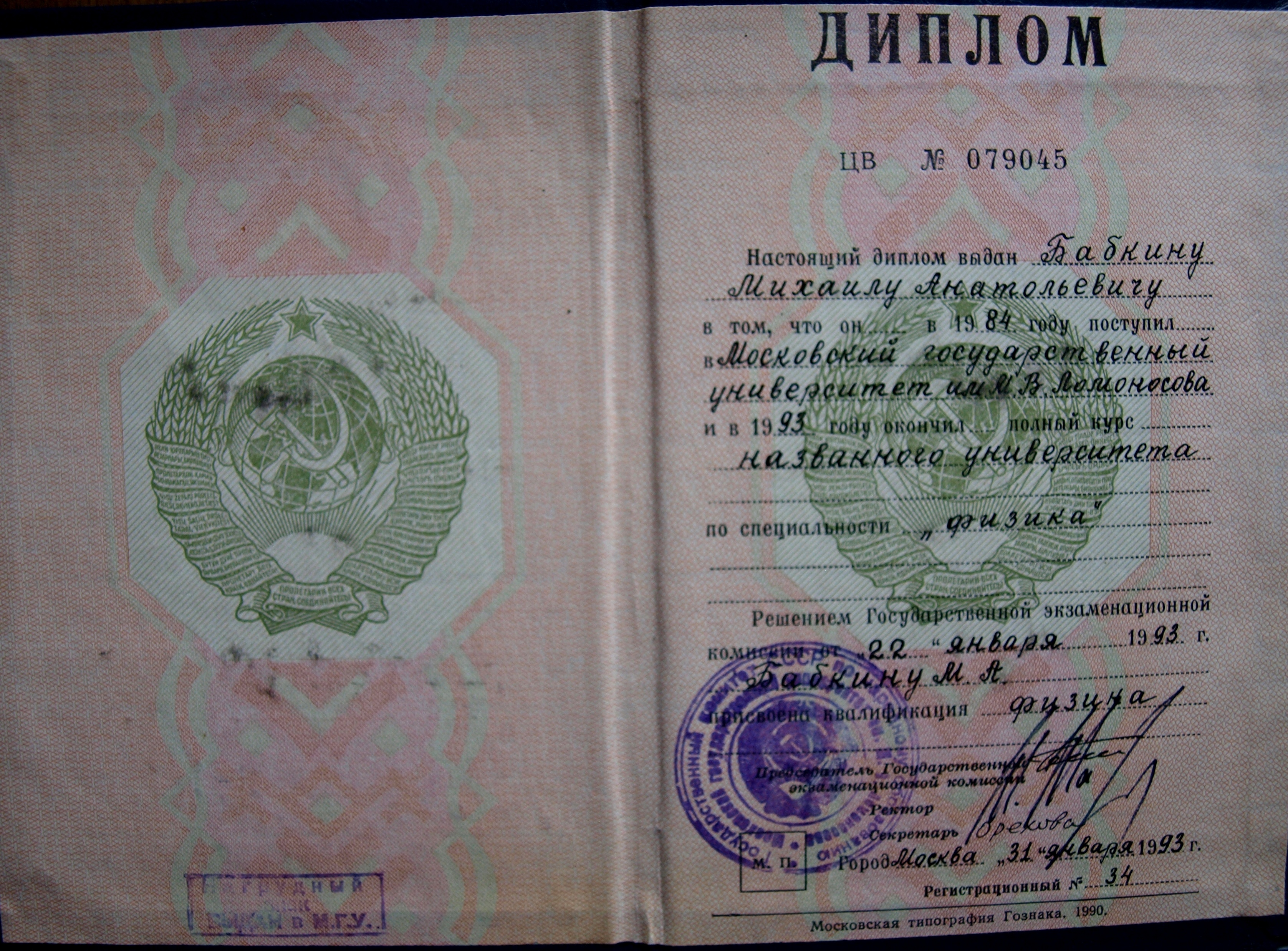
Диплом об окончании вуза. Такая разница между годами приёма и выпуска связана со службой в ВМФ

Социально-профессиональное положение отслуживших студентов было сложнее, чем у тех, кто уходил в армию не с вузовской скамьи. Последние в большинстве своём ещё до призыва приобретали в ПТУ специальность, некоторый трудовой опыт и гарантированное рабочее место, дающее доход в 3—5 раз выше студенческой стипендии, что позволяло сразу после увольнения из армии встать на ноги, создать семью. Демобилизованный же студент профессионально ещё был никем, часто нуждался в умственной реадаптации и существенно отставал «по жизни» от своего менее образованного сверстника.
Но так как число отслуживших студентов составляло сотни тысяч, не могло не быть и единичных положительных индивидуальных ситуаций. Кто-то нашёл себя в армии, кто-то приобрёл что-то по специальности (скажем, учился на врача, в армии был медбратом); имелись отдельные желающие отказаться от досрочной демобилизации летом 1989 года. Определённому проценту студентов, предполагавшему посвятить себя, например, эксплуатации вооружения, военной журналистике, конфликтологии, пребывание в ВС могло дать не просто что-то, а значимый материал для профессиональной деятельности и размышлений. Опыт армейской службы оказался нелишним для тех, кто затем окончил вуз, но в 1990-е годы работать по специальности не стал, занявшись торговым бизнесом, «выживание» в котором в тот период часто требовало умения функционировать по понятиям уголовного мира. Прохождение службы открыло студентам путь в органы МВД и других силовых структур, где оклады были выше, чем, допустим, у инженеров в отраслевых НИИ.
Отмечалось также повышение уровня общегражданской зрелости прошедших через ВС; об этом говорили и некоторые солдаты-студенты, подчёркивая, например, что в армии смогли трезво оценить себя, научились не бояться ответственности, разбираться в людях, коммуницировать с представителями разных национальных и социальных групп. В ретроспективных, спустя 30—35 лет, оценках армейского/флотского прошлого экс-студентами, наряду с суждениями негативного характера, попадались и мнения тех, кто не сожалел о соответствующем жизненном периоде (см. дискуссии 2019 г., 2021 г.). Кроме того, хотя негодование из-за призыва было почти единодушным, оно далеко не у всех переросло в жажду огульного очернения ВС — в публикациях отслуживших студентов и их близких нередко содержатся тёплые слова о конкретных срочниках и командирах или вообще об армии. Однако в целом негатив доминирует, что проявляется и в результатах социологических исследований: так, у лиц 1967—1970 г.р. с высшим образованием обнаруживается заметно более «критичное», «циничное», недоброе отношение к советскому времени, чем в когорте 1971—1973 г.р. из того же поколения Перестройки (факт службы здесь не может не влиять, ибо студенты 1970 г.р. оказались последними не получившими отсрочки).
21 сентября 2022 года из-за вторжения на Украину в РФ была объявлена мобилизация, под которую попали отслужившие в армии мужчины, состоявшие в запасе. Экс-солдат-студентов 1980-х мобилизация не коснулась по возрасту. В ноябре 2022 г. было решено засчитывать период участия в войне с Украиной в стаж, дающий право на досрочную страховую пенсию (см. также конец следующего раздела), в удвоенном размере; при этом ветераны Афганской войны, среди которых были и студенты, аналогичную льготу не получили. 

## Последствия призыва студентов для страны
Путём призыва студентов удалось решить вопрос комплектования ВС в демографически сложный период (при этом, однако, возник временный сбой в системе подготовки офицерского резерва военными кафедрами). Появление образованных людей в армии помогло её оздоровлению. За счёт культурного уровня студентов-солдат повысились формальные показатели военно-политической работы. Практически сразу после увольнения всех студентов представители Минобороны стали отмечать резкое снижение интеллекта военнослужащих и прекращение тренда к уменьшению числа воинских правонарушений.
Отмена «брони» очистила институты от бездельников, числившихся только ради отсрочки. Но во всём остальном, вне сферы интересов ВС, призыв имел глубокие негативные последствия. Был подорван кадровый потенциал страны в нескольких поколениях. 

[За те годы,] когда едва начатое в вузе образование продолжалось в казарме и нередко там заканчивалось, интеллектуальному потенциалу страны был нанесён ущерб, от которого она ещё не скоро оправится— Из письма группы учёных в «АиФ», 31.07.1991.
Потери человеко-часов — а речь идёт о высококвалифицированных трудовых ресурсах — в каждой прошедшей армию возрастной когорте оцениваются в 6,7 %, если воспринимать службу как просто паузу. Реальные потери значительнее, поскольку примерно 15—20 % отслуживших студентов решили не возобновлять учёбу, а выпускники из числа бывших солдат часто оказывались специалистами более низкого уровня, чем могли бы стать. Отдельные выпуски в 1987—1992 гг. (какие именно — зависело от вуза) были существенно меньше и «более женскими», чем обычно. (В свою очередь, в 1993—1994 гг. завершали обучение студенческие потоки, такие как «Суперкурс» [~ 700 чел. вместо 400] физфака МГУ, переполненные мужчинами нескольких подряд возрастов, одновременно уволенными из ВС в 1989 г.; сложности трудоустройства при этом «смягчились» переходом многих выпускников «в торговлю» с полной профессиональной деградацией.)
Связанные с призывом проблемы в сфере кадров и занятости усилились из-за начавшейся с конца 1980-х годов, ещё до «лихих 90-х», стагнации экономики. Квалифицированные специалисты становились невостребованными рынком труда, в том числе вследствие развала отраслевой науки и ВПК. В такой обстановке для многих студентов сохранение верности профессии, тем более ценой преодоления огромных послеармейских трудностей, не имело особого смысла. После 1991 года дополнительным демотиватором стала политическая ситуация в РФ, не говоря уже о бывших союзных республиках (в Таджикистане, например, вспыхнула гражданская война).

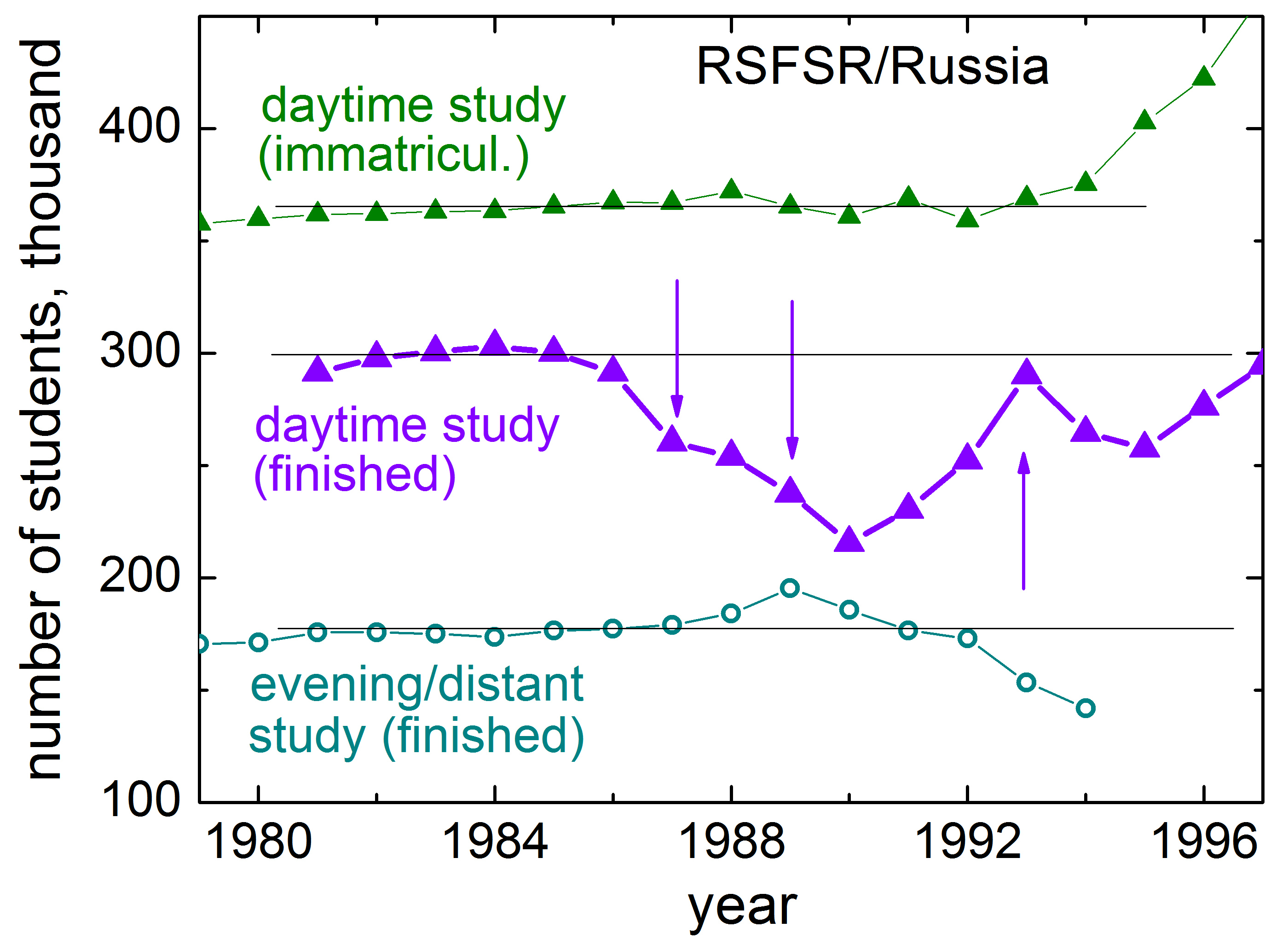
Вариации числа специалистов, выпущенных вузами РСФСР/России.

На графике числа специалистов, выпущенных дневными отделениями вузов РСФСР—России, видны спады 1987 года (не закончили вовремя обучение попавшие под первый, 1983 г., студенческий призыв в ВС) и 1989 года (не выпустились попавшие под ужесточение призывной политики с 1985 г.). Для выпуска вечерников-заочников подобных особенностей нет. Ещё заметен пик 1993 года (результат увольнения-89); он, однако, не перекрывает значений начала 1980-х и даже не достигает их, поскольку далеко не все доходили до диплома. При этом приём на дневную форму занятий в 1980-е гг. оставался стабильным, то есть недовыпуск периода 1987—1994 гг. превысил обычные потери от «недоучиваемости» примерно на 300 тысяч. Предполагая, что, при сохранении отсрочки, выпуск в тот период монотонно снижался бы ввиду экономических причин от уровня начала 1980-х гг. (когда призыв ещё не влиял) до уровня 1995 г. (когда уже не влиял), потери кадров в РФ за счёт фактора службы следует оценить как 150—200 тысяч.
В годы учёбы обсуждаемых лиц отмена «брони» осложнила функционирование студенческих трудотрядов, вносивших достойный вклад в экономику и социальную сферу страны: в них возросла «текучка», нарушилась преемственность, снизилось число участников: если в 1982 году записались 449,9 тысяч студентов, то в 1985 г. — 381,1, в 1987 г. — 269,6, в 1989 г. — 167,1 тысяч.
Социальные последствия непредоставления отсрочки не ограничиваются кадровыми вопросами.
Снятие брони привнесло в советскую студенческую среду несвойственные ей прежде элементы ксенофобии и способствовало разжиганию межнациональной розни в стране. Первые крупные межэтнические конфликты с участием студентов (1986: Якутск, Алма-Ата) относятся ко времени, когда в вузах появилась масса прошедших в ВС через глумления по национальному признаку учащихся. В дальнейшем, память об армии усилила взаимное дистанцирование сформировавшихся элит постсоветских государств.
Отмена отсрочки снизила общественную ценность инженерной и научной работы (которая стала уничижительно противопоставляться физическому труду), что автоматически девальвировало престиж хорошей учёбы и способствовало вырождению системы образования в последующие годы.
В отличие от молодых рабочих, морально готовых к армии как к естественному этапу своей жизни, для студентов и их родителей призыв стал внезапным ударом, сломавшим планы и традиции (отмена отсрочки, по воздействию, — всё равно что «проснуться в другой стране», где уже не до образования). Ситуация усугублялась скупостью и несвоевременностью подачи информации в СМИ по настолько принципиальной теме. Это не могло не вызвать озлобленности по отношению к власти, принявшей подобное решение, в определённой мере повлияло на общую гражданскую стабильность и последовавший распад СССР. Вышло так, что (на 1991-й год) 22—27-летние мужчины с полным/неполным высшим образованием, являвшиеся наиболее интеллектуальной и потенциально активной частью советского общества, из-за последствий службы в армии попали в сложную персональную ситуацию и в судьбоносный для страны период не смогли или (после всего случившегося с ними лично) уже не захотели стать социальной силой, противостоящей разрушительным политическим изменениям.
Через много лет факт службы продолжал влиять на позицию некоторых прошедших путь вуз—армия—вуз в 1980-е гг. россиян по связанным с ВС темам (и, косвенно, на отношение к своей стране); так, говорилось, что принимаются «соболезнования», а не поздравления к 23 февраля. У немалого числа мужчин в конце 1980-х возникла и годами не угасала адресная ненависть к одному из символов Советской армии — военному министру Д. Т. Язову, до предела «завинтившему гайки» в системе рекрутирования из институтов, хотя ответственность за решения лежала не только на нём. Есть мнение, что призыв студентов надолго внедрил негативный имидж воинской службы среди образованных слоёв населения, а также свидетельства формирования антиармейских взглядов у подростков под влиянием воспоминаний их отцов — служивших студентов 1980-х.
Те, кому удалось избежать призыва, обучаясь в «непризываемом» на тот момент вузе или по блату, получили колоссальное преимущество, немыслимое в иных ситуациях. Из-за ослабления потенциальных конкурентов выиграли также специалисты-мужчины из поколений близких к тем, кого коснулся призыв, и женщины. Сочетание недовольства и зависти приводило к размежеванию семей по признаку «служил сын или нет». Иногда всё могла решить совсем малая разница в возрасте: так, поступившие в 1986 г. в МФТИ студенты, рождённые в июле 1969 г. или позже, на службу не попали и при выпуске в 1992 г. почти не имели «соперников», а их родившиеся по июнь 1969 г. товарищи были на два года (многие в итоге навсегда) сброшены с научной траектории. 
С начала 1990-х годов, в условиях тяжёлого кризиса первых постсоветских лет, вопрос о судьбе солдат-студентов восьмидесятых ушёл с повестки дня. 
В 2018 году в России был принят закон о повышении пенсионного возраста. Он предусматривает для мужчин со стажем 42 года право на пенсию на 24 месяца раньше нового пенсионного рубежа для своего года рождения, однако в «стаж-42» изначально не включался период срочной службы. Показательно, что среди инициаторов такой реформы были российские должностные лица — мужчины 1960-х гг. рождения, которые в 1980-е гг. учились в вузах СССР, но солдатами в ВС не служили. Председатель правительства РФ, внёсшего законопроект о реформе, Д. А. Медведев (1965 г.р.) прошёл только короткие сборы; его преемник с 2020 года, поддержавший реформу, М. В. Мишустин (1966 г.р.) также призван не был. Под пенсионным законом стоит подпись президента России В. В. Путина (студенты его поколения имели отсрочку). Дискриминация бывших солдат была устранена спустя почти 4 года с внесением соответствующих корректировок в законодательство. Служившие студенты жертвами описанной несправедливости не стали, но она ударила по многим мужчинам несколько более старших (1959—1960, частично 1961 г.р.) когорт. 
К настоящему времени все крупные политические деятели, с чьими именами был связан призыв из институтов, завершили жизненный путь. Последними скончались Язов (2020 г.) и Горбачёв (2022).

## Призыв студентов как исторический опыт
Целесообразность сохранения студентам отсрочки от призыва в ВС периодически ставилась под сомнение в постсоветские годы: и в 1990-е, и в 2000-е, и позднее. Этот вопрос всегда провоцирует состояние глубокого общественного конфликта, в котором на одной стороне находятся студенты-мужчины, их родственники и научно-педагогическое сообщество, а на другой — Минобороны, приверженцы прямолинейной позиции «служить обязаны все», а также криминальные структуры, заинтересованные в более широкой востребованности «услуги» по освобождению от армии.

Забривание в армию интеллигентной молодежи — лучший способ подорвать моральные устои общества. За… это со всего Генштаба надо сорвать погоны и… прогнать из российской армии— Д. Е. Галковский, философ.

Студент в случае призыва после первого или второго курса в армию [именно так было в 1980-е]… ничего не потеряет… предлагаем… сократить… количество… вузов, которые… [дают] отсрочки— В. В. Смирнов, генерал-полковник, ГШ ВС РФ (2010).
Иногда, ради политкорректности, чиновникам приходится смягчать формулировки: так, А. А. Фурсенко в 2004 году заявлял, что в случае нового призыва студентов мы «не погубим российскую науку», но «создадим проблему», а точного ответа на вопрос об отсрочках у него нет. Аналогичные остроконфликтные дискуссии вокруг отсрочки студентам в разное время возникали и в других постсоветских странах: в частности, в Белоруссии, Украине, Армении.
При этом, независимо от персональных мнений, проблема «студенты и армия» оценивается как серьёзнейшая проблема высшей школы России (и государств бывшего Союза), превосходящая по значимости многие детали организации собственно учебного процесса. О суперзначимости проблемы косвенно говорят также факты шантажа успевающих, но в чём-то неугодных руководству вуза, властям и т. д. студентов отправкой в ВС.
Согласно распространённой и имеющей давние корни позиции, солдатская служба противопоставляется развитию человека как устремлённого к познанию существа и требует от мужчины качеств, плохо сочетающихся с теми, которые необходимы инженеру, врачу, музыканту, — что подтвердил и призыв в 1980-х. В реалиях ВС студент неизбежно проходит через деиндивидуализацию, упускает ключевой возрастной период формирования творческой креативности (которая для специалиста с ВО важнее, чем для среднего работника) и пребывает в уязвимом состоянии. Армейская обстановка также препятствует обретению черт личности, полезных для цивилизованного предпринимателя. Поэтому вопрос студенческих отсрочек, при любой военно-политической ситуации, во многом сводится  к вопросу об оправданности жертвования творческим ресурсом страны ради сиюминутных оборонных задач. Так, при объявлении 21 сентября 2022 г. частичной мобилизации в России в связи с событиями на Украине оговаривалось, что «ни о каких мобилизациях, призывах студентов…  речи не идёт», а 24.09 вышел соответствующий указ президента (в противоположность тому, как поступило советское правительство во время афганской кампании 1980-х). 

Я как непосредственный участник этого эксперимента [по отмене отсрочки в 1980-е гг.] его полностью осуждаю. <…> Считаю, что использование человеческого потенциала, людских ресурсов должно быть стратегически продуманным…
— Максим Оленев (экс-солдат-студент, служивший в 1987—1989 годах, ныне историк).
Непредоставление студентам вузов отсрочки в 1980-е годы явилось уникальным событием в образовательной сфере СССР и России за более чем три четверти столетия истории. Его анализ мог бы дать весомые аргументы для дальнейших решений, касающихся комплектования рядового состава Вооружённых Сил. Поэтому некоторые публичные лица при обсуждении темы отсрочек апеллировали именно к опыту 1980-х — чаще всего (как, например, ректор ВШЭ Я. И. Кузьминов в дебатах 2010 г., или ректор МАИ А. Н. Геращенко в интервью 2013 г., или учёный-политик А. Д. Викторов) в духе предостережения от повторения ошибок, но иногда и с положительной трактовкой. В 2002 г. экономист Г. Х. Попов, ссылаясь на анализ того опыта, сформулировал, что руководитель, ратующий за рекрутирование студентов, «опасен и для государства, и для обороны», а при отмене отсрочки фактически все учащиеся вместе с их близкими станут «твёрдыми врагами президента». Заявляя о необходимости перевода армии на контрактную основу, епископ Иларион акцентировал, что говорит это как прошедший два года службы человек (его забрали из вуза в 1984-м). Позиция же военачальников в постсоветских странах обычно иная: так белорусский генерал А. Г. Вольфович в 2023 г., напомнив о практике 1980-х, предложил взять её за основу. Однако, в целом, на данный момент (2025 г.) опыт призыва студентов в ВС в позднем СССР — продолжавшегося более 6 лет и затронувшего многие сотни тысяч, почти что миллион, учащихся — предметом подробного научного исследования социологов, педагогов, медиков и других профильных специалистов не стал.